# علي بن إسحاق بن غانية
علي بن إسحاق بن غانية أمير الجزائر الشرقية، ورابع حكام بني غانية عليها بعد أن خلع أخيه محمد بن إسحاق بن غانية.

## سيرته
لما توفي إسحاق بن غانية سنة 579هـ/1183م، وخلفه ابنه محمد كانت رسل الخليفة الموحدي أبي يعقوب يوسف كانت قد جاءت لأبيه تدعوه للاعتراف بطاعة الخليفة الموحدي، والدعوة له في الخطبة. اختار محمد بن إسحاق الدخول في طاعة الموحدين، إلا أن ذلك لم يرق لإخوته، فخلعوا محمدًا، ونصّبوا عليًّا أميرًا على الجزائر الشرقية، وماطلوا علي بن الربرتير في إجابة دعوة الخليفة. وما لبث أن جاءت أنباء مصرع الخليفة الموحدي أبي يعقوب يوسف في حصار شنترين، فاعتقلوا ابن الربرتير، وأودعوه السجن.
نقل علي بن إسحاق بن غانية وإخوته الصراع مع الموحدين إلى مرحلة أكثر تصعيدًا، بعدما استغلوا اضطراب أحوال الموحدين، وجهزوا أسطولاً من 32 سفينة تحمل 200 فارس وأربعة آلاف راجل بقيادة علي بن إسحاق، وهاجموا به إفريقية، واستولوا على بجاية في 6 شعبان 580هـ/18 نوفمبر 1184م، ثم استولوا على مدن جزائر بني مزغنة ومليانة ومازونة وآشير وقلعة بني حماد، ثم حاصروا قسنطينة.
في تلك الأثناء في سنة 581هـ/1185م، نجح ابن الربرتير الفرار من محبسه بمعاونة جند بني غانية المسيحيين المرتزقة، وخلعوا طلحة بن إسحاق بن غانية الذي كان علي بن إسحاق قد أنابه محله على الجزائر الشرقية، وأعاد ابن الربرتير أخاهم محمد بن إسحاق بن غانية أميرًا على الجزائر الشرقية. غادر علي بن الربرتير الجزائر الشرقية، وعلم علي بن إسحاق وإخوته في إفريقية بما حدث، فأرسلوا أخاهم عبد الله بن إسحاق بن غانية إلى ميورقة سنة 583هـ/1187م، فخلع محمد بن إسحاق بن غانية بدعم من وليم الثاني ملك صقلية.
في تلك الأثناء، كان الموحدون قد أعادوا تنظيم صفوفهم بعد تولّي الخليفة أبي يوسف يعقوب المنصور الذي وجّه حملة بريّة بحريّة لقتال أسطول بني غانية في بجاية. ثم أرسل أبو يوسف المنصور لأهالي المدن التي سقطت في يد بني غانية، يعدهم بالأمان والصفح عمّن تعاون مع بني غانية. ولما بلغت رسل الخليفة الموحدي أهل تلك المدن، وعلموا بمسير جيشه، انتفضوا على حاميات بني غانية وهزموهم، واستولى الموحدون على سفن بني غانية في بجاية،  
واستطاع يحيى وعبد الله ابني إسحاق بن غانية الفرار واللحاق بأخيهما علي بن إسحاق الذي كان يحاصر قسنطينة. كان استرداد الموحدين لبجاية في 19 صفر 581هـ/21 مايو 1185م. ولم جاءت فلول الميورقيين إلى علي بن إسحاق وهو يحاصر قسنطينة، فك عليّ الحصار على عجل، وسار بجنوده جنوبًا في الصحراء، ثم حاصر مدينة توزر قاعدة بلاد الجريد، وافتتحها سنة 582هـ/1186م، ومن بعدها قفصة في السنة نفسها.
قطع علي بن إسحاق الخطبة للموحدين في توزر وقفصة، ودعا لطاعة الخليفة العباسي الناصر لدين الله، وتحالف مع شرف الدين قراقوش الأرمني مملوك الأيوبيين الذي كان متغلّبًا على طرابلس. وأمام خطر تنامي قوة بني غانية في إفريقية، جهّز الخليفة أبو يعقوب المنصور جيشًا من 20,000 فارس خرج به من مراكش في 3 شوال 582هـ/17 ديسمبر 1186م لقتال بني غانية، فوصل الجيش تونس في صفر 583هـ/أبريل 1187م. ثم التقى جيش ابن غانية مع جزء من الجيش الموحدي في سهل عُمرة في 15 ربيع الأول 583هـ/25 مايو 1187م، وانهزم الموحدون هزيمة ساحقة. ثم تقاتل ابن غانية مع بقية جيش الموحدين في ناحية الحمة بالقرب من قابس في 9 شعبان 583هـ/15 أكتوبر 1187م، ولكن دارت الدائرة على ابن غانية وانهزم جيشه، وفرّ مع حليفه شرف الدين قراقوش نحو توزر، ثم إلى الصحراء. وبذلك فقد ابن غانية توزر وقفصة. وأمضى بقية أيامه في الإغارة على أهالي الصحراء إلى أن أصيب في غارة على نفزاوة بسهم كان سببًا في موته سنة 584هـ/1188م.